# Skarptandad daggkåpa (växt)
Skarptandad daggkåpa (Alchemilla oxyodonta) är en rosväxtart som först beskrevs av Robert Buser, och fick sitt nu gällande namn av C. G. Westerlund. Enligt Catalogue of Life ingår Skarptandad daggkåpa i släktet daggkåpor och familjen rosväxter men enligt Dyntaxa är tillhörigheten istället släktet daggkåpor och familjen rosväxter. Artens livsmiljö är jordbrukslandskap. Inga underarter finns listade i Catalogue of Life.